# Roatán
Roatán è un'isola tropicale del Mar dei Caraibi, al largo delle coste dell'Honduras. È la maggiore delle Islas de la Bahía. Fa parte del dipartimento di Islas de la Bahía. Deve la sua fama al fatto di essere stata, in passato, il covo di alcuni famosi pirati tra cui il famigerato Henry Morgan. È parzialmente circondata dalla barriera corallina.
Negli ultimi anni il turismo si propone come fonte di sostentamento dell'intera isola. Il clima caraibico delinea una stagione unica per tutto l'anno con una temperatura media di circa 28 °C con caratteristica dell'aria molto umida.
La povertà domina gli usi e i costumi della gente, comunque socievole e rispettosa, che abita pittoresche palafitte sulla costa e favelas all'interno.
Le disparità sociali, come in quasi tutti i paesi poveri, si identificano nelle grandissime ville, perlopiù di proprietari statunitensi, e le baraccopoli a ridosso delle stesse.
La magnifica costa lato ovest, la spiaggia di west bay, è considerata una tra le dieci più belle del mondo. È proprio lì che due volte la settimana, a ciclo continuo annuale, vengono condotti il 90% dei crocieristi americani, principali contribuenti dell'economia turistica in sviluppo dell'isola.

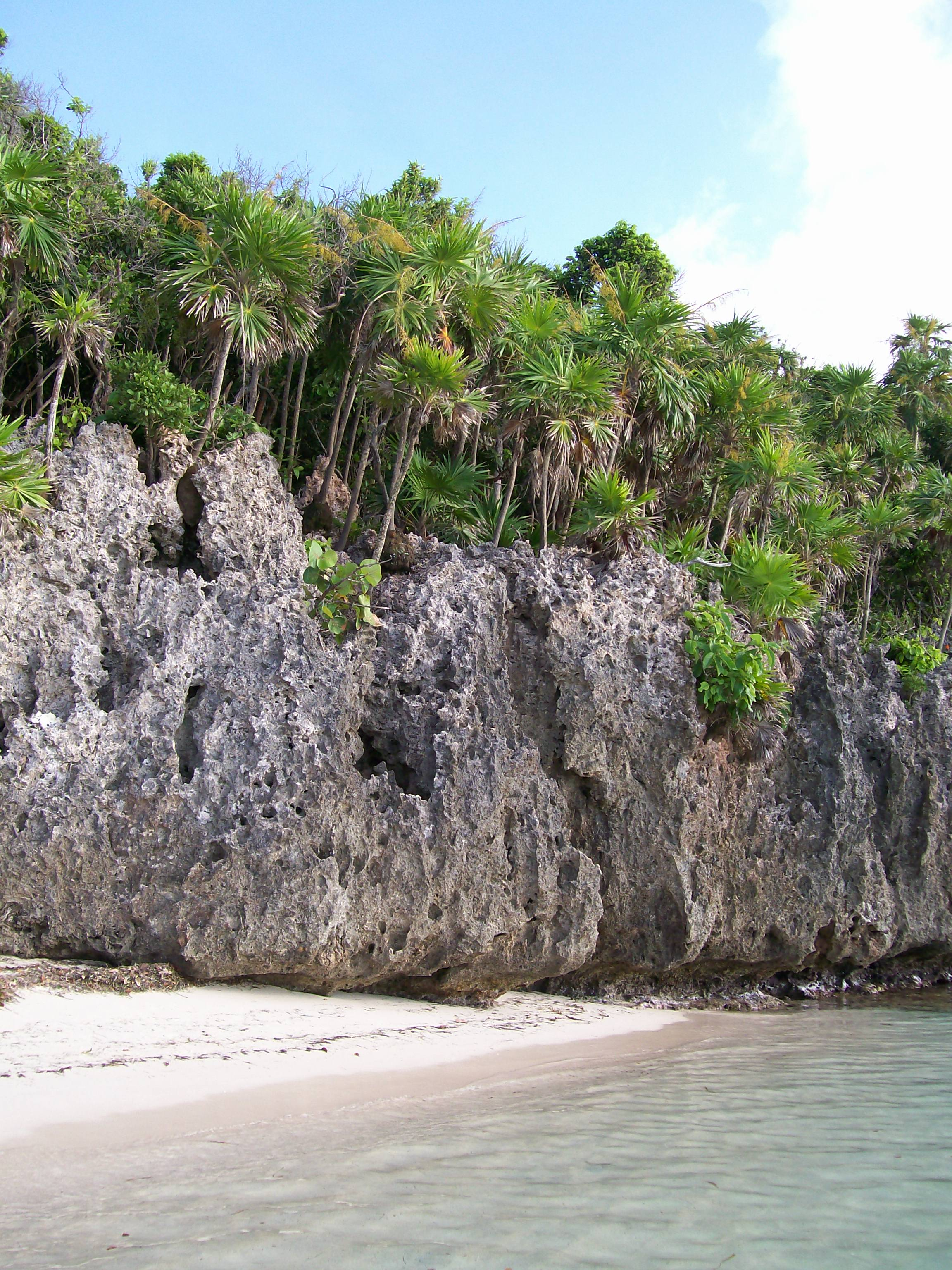
Spiaggia di Roatán

La costa ovest è completamente parco marino e, a poche decine di metri dalla riva, si possono ammirare delle stupende formazioni coralline raggiungibili "fai da te", senza quindi appoggiarsi a diving di competenza, i quali, conducono i turisti verso singolari barriere più belle e affascinanti, la quale visita è però consigliata insieme a personale esperto del settore.
I villaggi sulla costa occidentale sono pochi, dotati di aree sdraio private ed esclusive agli ospiti, i rimanenti locali, sono sostanzialmente bar e resort d'appoggio a turismo da "sbarco" croceristico. L'isola è inoltre servita da un aeroporto,intitolato a Juan Manuel Galvez,con destinazioni in America settentrionale.

## Storia
Le prime tracce di presenza umana sull'isola risalgono alla civiltà precolombiana, che era presente anche sulla terraferma. Il monaco spagnolo Don Diego de Porra, nelle sue memorie di viaggio, riferisce che la popolazione delle Islas de la Baia parlavano lo stesso linguaggio e che probabilmente appartenevano allo stesso popolo delle tribù incontrate a Punta de Castilla. Cristoforo Colombo durante il suo quarto viaggio verso le Americhe approdò sulla spiaggia della vicina isola di Guanaja. Giunti gli spagnoli sull'isola, gran parte della popolazione indigena venne catturata e trasportata via dall'isola per essere venduta al mercato degli schiavi. Durante l'epoca del colonialismo europeo l'arcipelago divenne teatro delle schermaglie tra le varie potenze europee, prime fra tutte la Spagna e la Gran Bretagna. Roatán divenne quindi un punto di sosta per molte navi militari, e per questo motivo venne occupata militarmente diverse volte. Ma l'isola non attrasse soltanto i militari, essa infatti fu il covo di diversi pirati fra i quali il celebre Henry Morgan e il capitano John Coxen. Nel 1640, una flotta spagnola al comando di Don Francisco Villalba Toledo, assaltò la fortezza di Port Royale, dove erano acquartierati la maggior parte dei pirati, i quali, dopo una lunga e aspra battaglia, si arresero alla corona spagnola.